# HV Swift 2000
Swift 2000 was een handbalvereniging in Roermond in de Nederlandse provincie Limburg. 

## Geschiedenis
De vereniging werd opgericht onder de naam S2000.
Door de omslag die eind jaren ’80 en begin jaren ’90 binnen Swift Roermond was gemaakt en de gekozen professionele weg, met het aantrekken van vele buitenlandse speelsters, doodlopend bleek te zijn, heeft een aantal handballers de handbalsport binnen Roermond gered door het oprichten van de handbalvereniging S2000. Vele oud-Swiftleden maakten de overstap. Voor velen was de club S2000 hetzelfde als Swift Roermond. Op 21 september 2000 werd Swift Roermond opgeheven.
In maart 2004 werd besloten de naam S2000 te wijzigen en als Swift 2000 verder te gaan.
In seizoen 2015/16 speelde het eerste herenteam van Swift 2000 in eerste divisie maar aan het einde van het seizoen trokken zij zich terug. Een paar maanden later ging Swift 2000 samen met het eerste team van HandbaL Venlo (die in de Eredivisie speelde) samenwerken in het seizoen 2016/17, maar aan het einde van het seizoen dat de samenwerking tussen Swift 2000 en HandbaL Venlo na het seizoen uit elkaar gaan. In seizoen 2017/18 fuseerde Swift 2000 met HV Leudal en HV Maasgouw tot HV LimMid.